# شريحة التتار
شريحة التتار أو شريحة التَّرْتَار هو طبق مصنوع من لحم نيّئ بقري صغير ومفروم فرمًا ناعمًا، أو من لحم الخيل. عادة ما يقدم مع بصل، قبار، فلفل، صلصة وستريشار بالإضافة إلى توابل أخرى في وجبة العشاء كمقبلات. يُوضع فوقها صفار البيض نيئًا.
يطلق الاسم تتار أحيانًا على أطباق من اللحم النيئ، أو من أسماك أخرى. في فرنسا نسخة أقل شيوعًا تتار (aller-retour) (ذهاب-إياب) يتكون من اللحم المفروم النيئ المحروق من كلا الجانبين.

## تاريخيًا

### التتار واللحم النيئ
هناك كاريكاتير شعبي لمحاربيي المغول، الذين يُطلق عليهم اسم التتار، يُطرون فيه اللحم بوضعه تحت سروجهم، ويأكلونه نيئًا. تم نشر هذه القصة من قِبَل المؤرخ الفرنسي جان دي جوانفيل في القرن الثالث غشر. هذا المؤرخ لم يقابل المغول أبدا، ولكن قصد من ذلك إظهارهم غلى أنهم غير متحضرين (همجيين). هذه القصة المبهمة قد تكون التباس في المنشأ، حيث كان المغول يستخدمون شرائح رفيعة من اللحم لحماية التقرحات الناتجة من السرج من أي احتكاك إضافي.

### اشتهار اللحوم النيئة في أوروبا والولايات المتحدة
جلبت السفن الروسية وصفات اللحوم النيئة إلى ميناء هامبورغ خلال القرن السابع عشر، في ذلك الوقت كان هناك تواجد كبير للروس فيه ما أدى إلى اشتهاره باسم الميناء الروسي. حيث جعلت التجارة ضمن الرابطة الهانزية ما بين القرن الثالث عشر إلى القرن السابع عشر هذا الميناء أحد أهم وأضخم الموانئ في أوروبا، وأدى أنه أصبح جزءًا أساسيًا من الرحلات الأولى عبر المحيط الأطلسي خلال العصر البخاري إلى زيادة أهمية الميناء التجارية. في هذه الفترة من الاستعمار الأوروبي للأمريكيتين، كان المهاجرون إلى الميناء يمثّلون جسرًا بين الوصفات الأوروبية القديمة والتطور المستقبلي لاستعمال اللحوم البقرية المفرومة والنيئة في الولايات المتحدة.
خلال النصف الأول من القرن التاسغ غشر، قام معظم المهاجرين القادمين من شمال أوروبا بالسفر إلى العالم الجديد عبر ميناء هامبورغ، وكانت الشركة الألمانية للشحن "خط هامبورغ-أمريكا"، عرفت أيضًا باسم (HAPAG)، تعمل مُنذ قرابة قرن في مجال النقل عبر المحيط الأطلسي، حيث بدأت الشركة أعمالها عام 1847 وقامت بتوظيف العديد من المهاجرين الألمان الفاريين من الثورات الواقعة بين عاميّ (1849-1848). قامت الغالبية الغظمى من المستوطنين والمهاجرين الذين جاؤُوا من مناطق مختلفة من شمال أوروبا بالإبحار إلى الولايات المتحدة عبر ميناء هامبورغ جالبينَ معهم عادات الطهي، حيث كانت نيويورك أكثر وجهة شائعة للسفن القادمة من هامبورغ، وكانت العديد من مطاعم المدينة تقدم شرائح اللحم المطهية على الطريقة «الهامبورغية» لجذب البحارة الألمان، فظهرت على قوائم الطعام بشكل متكرر وعرفت بينهم باسم «شرائح اللحم الأمريكية بالطريقة الهامبورغية»، وهذه التطورات للحم البقري المفروم النيئ حدثت عليه لتناسب أذواق المهاجرين الأوروبيين وتذكرهم بميناء هامبورغ، المكان الذي تركوه خلفهم.
أصبحت شرائح اللحم مشهورة في قوائم العديد من المطاعم في ميناء نيويورك في أواخر القرن التاسع غشر، هذا النوع من الشرائح كان مفرومًا باليد، مُملح قليلًا، غالبًا مدخن ويقدم عادة نيئًا مع البصل وفتات الخبز، حيث كسب شعبيتها لسهولة تحضيرها وتكلفتها القليلة، وهذا واضح في وصفها المفصل في بعض أشهر كتب الطهي، تُظهر الوثائق أن أسلوب تحضيرها استخدم عام 1887 في بعض مطاعم الولايات المتحدة، ولإطعام المرضى في المشافي، يُقدم نيئًا أو مطبوخ قليلًا مع البيض النيئ.
إنه من الغير معروف متى ظهرت أول وصفة مطعم لشريحة التتار، ربما في باريس حيث اشتهر في مطعم أساء فهم وصفة جول فيرن لِ (كولبات)، وهي فطيرة من اللحم المهروس والبيض في روايته ميشيل ستروغوف عام 1875.

### أصول التسمية
كانت شريحة التتار تُسمى في بداية القرن العشرين في أوروبا بِ "Steack à l’Americaine" أي على الطريقة الأمريكية مع الإختلاف الوحيد بتقديمه مع صلصة. في نسخة 1921 من (Escoffier's Le Guide Culinaire) عرّف شريحة التتار على أنها "Steack à l’Americaine" ولكن من دون صفار البيض، مع الصلصة على الجانب. وفي نسخة عام 1938 من (Larousse Gastronomique) يُوصف بأنه لحم بقري نيئ يُقدم مع صفار البيض دون ذكر الصلصة، بينما في االلغة الإنجليزية تسمى شرائح لحم مع الصلصة "Tartar steak".
غالبًا ما يتم تقديم الصلصة مع السمك المقلي بالإضافة إلى أنواع أخرى من أطباق الأسماك ومنها التونا مع الصلصة، وتسمى هذه الأنواع بِ "À la tartare"، قُدِم هذا النوع من أطباق التونا مع الصلصة عام 1975 في مطعم Le Duc في باريس.

## المخاوف الصحية
لقد خفضت المخاوف الصحية شعبية هذا الطبق في بعض مناطق العالم، وذلك بسبب التلوث عبر البكتيريا والطفيليات مثل التوكسوبلازما والدودة الشريطية.

### البكتيريا
بينما تقل مخاطر الإلتهابات البكتيرية عند اتباع قواعد النظافة الأساسية، ومع ذلك بقِيَ غير مستساغ.

### الطفيليات
تعد التوكسوبلازما من الطفيليات التي يمكن تواجدها في اللحم النيئ أو غير المطبوخ جيدًا وهذا ما أظهرته دراسات عِدة، بأن أكل اللحم على هذه الطريقة هو المسبب الرئيسي للإصابة بالتوكسوبلازما. كما تُنصح النساء الحوامل بعدم أكل اللحوم النيئة، حيث يُعتقد ارتباط ذلك بداء المقوسات الخلقي. في حين لم تُثبت الدراسات أن لداء المقوسات الكامن آثار نفسية.
هناك احتمال لعدوى وانتقال الدودة الشريطية البقرية عند تناول اللحوم الغير مطبوخة جيدًا، وتنتقل إلى الإنسان عبر اليرقات أو خراج الأبقار المعدي، وبما أن الأعراض خفيفة فإن الأشخاص المرضى قد لا يعلمون بمرضهم الذي قد يتطور إلى داء الكيسات المذنبة.

## الإختلافات الإقليمية

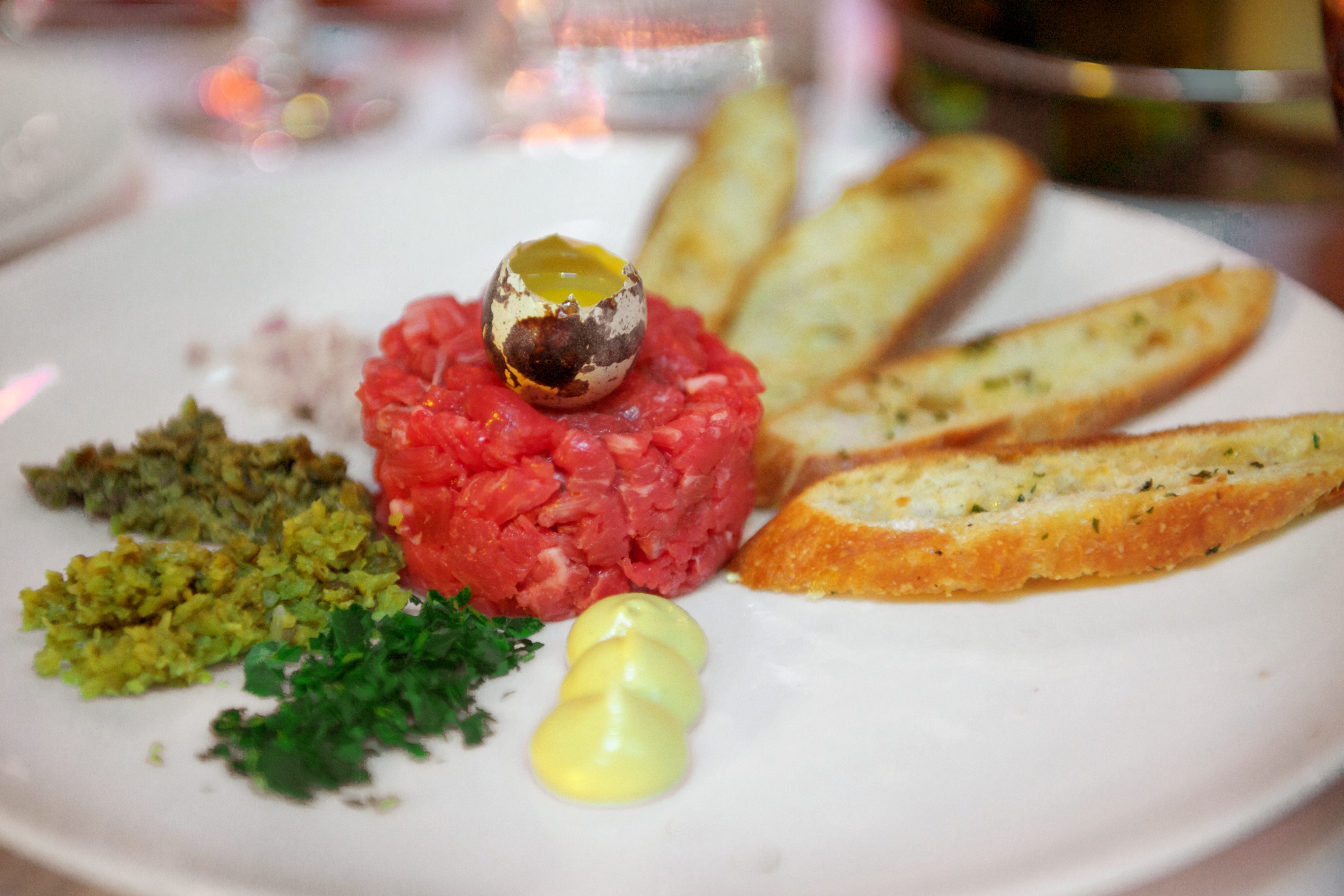
شريحة التتار في الحي الفرنسي ، سان فرانسسكو

### أوروبا
عرفت المطابخ الأوروبية طبق الترتار، في بلجيكا مثلًا يُحضر مع المايونيز والتوابل والأعشاب الطازجة والقبار، وأحيانًأ يُعد باستخدام لحم الخيل ويُقدم مع البطاطس المقليّة، ويُعرف هناك باسم "préparé".
وفي تشيكوسلوفاكيا، يُعد في كثير من المطاعم لحم مفروم يحتوي على صفار البيض النيئ في حفرة بالوسط ويُخلط اللحم قبل ذلك بالأعشاب والبهارات، أو تترك الأمور للزبون حسب رغبته بِوضع الطبق مع حرية إضافة التوابل. عادة ما تقدم أيضًا مع خبز محمص وفصلصة الثوم النيئة للفرك على الخبز. يُعرف في تلك المناطق باسم "tatarský biftek".
تُعرف باسم تتار "befsztyk tatarski" في بولندا، وتستخدم كمقبلات مع بصل مقطع، ومخللات منها مخلل الفطر، صفار البيض والبهارات، ولك اختيار خلاصة الخميرة أو الكزبرة.
في الدانمارك يُعرف باسم "smørrebrød"، يُقدم مع خبز خاص وإضافات أخرى حسب الطلب.
وفي السويد يُعرف باسم "råbiff"، ويقدم مع البصل النيئ ومخللات جذور الشمندر والقبار. أما عن فنلندا فيُعرف باسم "tartarpihvi"، يُقدم مع صفار البيض النيئ والبصل ومخلل الخيار، من الاختلافات في هذا الطبق هو استخدام السمك أو البطارخ.
النسخة الروسية الأوروبية تشمل استخدام مخلل الفطر المملح والخبز الأبيض المحمص.

### أمريكا الشمالية
يُقدم طبق شريحة التتار في العديد من المطاعم العصرية في الولايات المتحدة، في ولاية ويسكونسن تُدعى باسم «شطيرة آكلي لحوم البشر» وهي شائعة بين أحفاد المهاجرين الألمان وتتضمن هذه الشطيرة: لحم من خاصرة البقر، خبز الجاودار، ملح، فلفل وبصل مقطع.

### أمريكا الجنوبية
في تشيلي يُدعي "crudos"، وهو من اللحم النيئ. أما في جنوب البرازيل، مدينة كوريتبا يُدعى "Carne de Onça"، وهو طبق شائع لديهم يُقدم مُغطى بالثوم.

### أفريقيا
لطالما أكل الأثيوبيون طبق اللحم المفروم النيئ ويُسمى عندهم "kitfo".

## في الثقافة الشعبية
في الحلقة الثانية من المسلسل البريطاني الشهير مستر بين بعنوان "عودة مستر بين"، يقوم مستر بين بزيارة مطعم يُقدم لهُ هذه الوجبة، وبعد أن قامَ بتذوقها يحاول بطرق عدة تجنب أكلها حيث لم يعجبه المذاق.